# Aulagromyza mamonowi
Aulagromyza mamonowi är en tvåvingeart som beskrevs av Erich Martin Hering 1930. Aulagromyza mamonowi ingår i släktet Aulagromyza och familjen minerarflugor. Inga underarter finns listade i Catalogue of Life.